# Operation Ketsu-gō
Die Operation Ketsu-gō (決号作戦, ketsugō sakusen, deutsch Operation Entscheidung) war der strategische Plan zur Verteidigung der japanischen Heimatinseln gegen jegliche mögliche alliierte Invasion während des Pazifikkriegs im Zweiten Weltkrieg. Durch die japanische Kapitulation und das damit verbundene Ende aller Kampfhandlungen ab Mitte August 1945 kam der Plan nie zur endgültigen Ausführung.

## Vorgeschichte

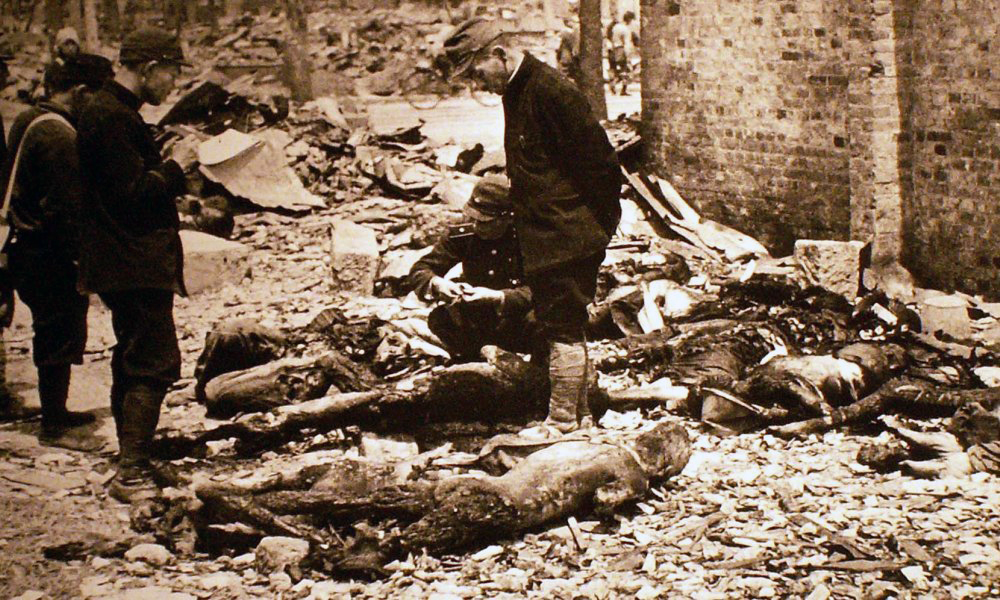
Polizeibeamte notieren die Merkmale verbrannter Leichen, die nach dem Luftangriff auf Tokio am 25. Mai 1945 neben einer Polizeistation gefunden wurden

Schon nach der verlorenen Schlacht um die Marianen-Inseln, sowie die Schlacht in der Philippinensee Mitte 1944 wurde vom Oberbefehlshaber der Kombinierten Flotte, Admiral Toyoda Soemu ein vierteiliger Plan zur Verteidigung der japanischen Hauptinseln aufgestellt, die Operation Shō-gō.
Japans Lage hatte sich im Jahr 1945 nicht verbessert. Schon im Oktober 1944 kam es während der See- und Luftschlacht im Golf von Leyte zu einer weitgehenden Vernichtung der japanischen Marine. Die amerikanischen Truppen waren im November 1944 weit genug vorgerückt, um Honshū und damit auch Tokio zu bombardieren, was sie ab Ende des Monats auch taten. Im März 1945 wütete die Schlacht um Iwojima und ab April des Jahres die Schlacht um Okinawa. Zudem kündigte die Sowjetunion am 5. April den sowjetisch-japanischen Neutralitätsvertrag.
Obwohl das Kaiserreich noch immer fast vier Millionen Mann unter Waffen hatte, waren weit über die Hälfte im Wesentlichen in China und der Mandschurei gefangen. Es war ihnen dank der US-Marine, insbesondere deren U-Booten, unmöglich für die Verteidigung der japanischen Heimatinseln verfügbar zu sein. Bis März 1945 hatte der Generalstab einen Entwurf für die Verteidigungsoperationen (kodiert als Ketsu-gō und basierend auf den alten Plänen der Operation Shō-gō) fertiggestellt. Alle Armeen des Heimatgebiets wurden angewiesen, ihre Stabschefs und Schlüsseloffiziere zu entsenden, um den Entwurf informell in Tokio zu prüfen.

### Regierungskrise
Die anhaltenden Niederlagen auf dem Schlachtfeld, verbunden mit diplomatischen Rückschlägen, zwangen den amtierenden Premierminister Japans Koiso Kuniaki im April 1945 zum Rücktritt. Die Mitglieder der Friedensfraktion mussten nun als Ersatz jemanden auswählen, der sich ebenso für den Frieden einsetzte wie Koiso, aber auch für die Militärs akzeptabel war. So wurde Admiral Suzuki Kantarō die klare Wahl und sein Kabinett, bestehend aus General Anami Korechika als Heeresminister, Admiral Yonai Mitsumasa als Marineminister und Tōgō Shigenori als Außenminister, würde vom 7. April 1945 bis zur endgültigen Kapitulation regieren.
Premierminister Suzuki war nach seiner Übernahme überzeugt davon, dass Kaiser Hirohito ein Ende der Kämpfe erreichen wollte, aber Suzuki befürwortete weiterhin fortgesetzte Feindseligkeiten, bis der Moment für eine Verhandlungslösung reif war. Diese Entscheidung, so glaubte er, würde auch dazu beitragen sein Kabinett intakt zu halten. Selbst als US-Streitkräfte Okinawa angriffen und B-29 weiterhin Japans Städte bombardierten, hatte sich die strategische Führung in zwei entgegengesetzte Fraktionen gespalten; die Friedens- und die Kriegsfraktion. Die wichtigsten Faktoren, die eine Konfliktbeendigung verhinderten waren das Beharren auf der Bewahrung des Kaisers, der Wunsch, das Gesicht zu wahren und die Angst vor einem Putsch.
Ein wichtiger Verfechter der Friedensfraktion war Lordsiegelbewahrer Kido Kōichi. Er unternahm einen letzten Versuch, direkt an Kaiser Hirohito zu appellieren. Mit seinem „Entwurf von Gegenmaßnahmen zur Bewältigung der Situation“ strebte er einen „ehrenhaften Frieden“ an und warnte zugleich vor der Unvermeidlichkeit massenhafter ziviler Opfer durch alliierte Bombenangriffe und eine zunehmende Hungersnot im folgenden Winter. Der Kaiser war zu diesem Zeitpunkt Kidos Plan nicht abgeneigt, diplomatische Bemühungen einer Entscheidungsschlacht vorzuziehen. Die Oppositionsfraktion, bestehend aus Heeresminister Anami Korechika und den Chefs der Armee und Marine, glaubte jedoch, dass Japan günstigere Bedingungen erreichen könne, wenn ihre Militärdienste das Festland gegen eine Invasion verteidigen und den US-Streitkräften schwere Verluste zufügen würden.

### Die Potsdamer Erklärung
Die Beschlüsse der Potsdamer Konferenz und deren Veröffentlichung in der Potsdamer Erklärung am 26. Juli hatte eine starke Auswirkung auf die beiden politischen Fraktionen in Japan. Die Friedensfraktion befürchteten, dass eine Ablehnung der Bedingungen sehr schwerwiegende Folgen haben würde, während die Kriegsfraktion dies als Annahme einer bedingungslosen Kapitulation auslegten, was sie rigoros ablehnten. Diese gespaltene Haltung führte dazu, dass der Status quo in Bezug auf die anhaltenden Feindseligkeiten beibehalten wurde. Zugleich wurde an der falschen Hoffnung festgehalten, entweder einen Durchbruch in der Vermittlung durch die Sowjetunion zu erreichen, oder einen militärischen Erfolg zu erringen, der die Vereinigten Staaten zu Verhandlungen zwingen würde. Daher kam es zu einer offiziellen Ablehnung der Potsdamer Erklärung durch die japanische Regierung und die Vorbereitungen gegen eine alliierte Invasion wurden unbeirrt fortgesetzt.

## Vorbereitungen auf eine Invasion der Hauptinseln

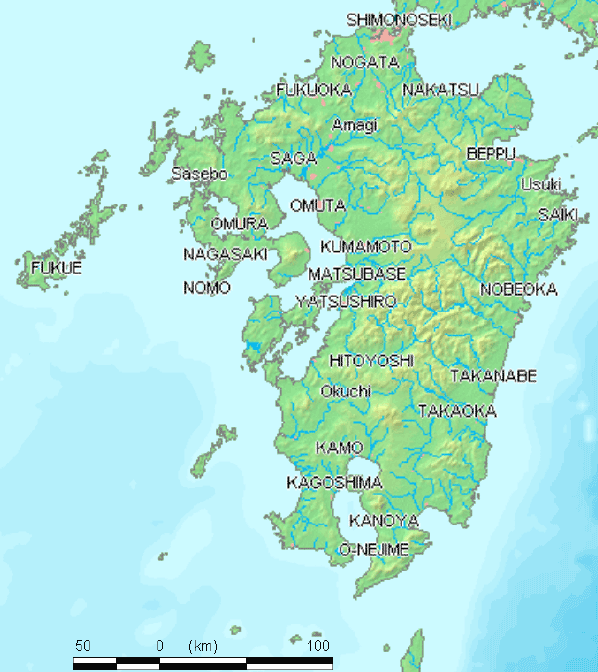
Kyūshū

Die vorgesehene alliierte Invasionstruppe für die Operation Olympic war massiv und so auch die japanischen Vorbereitungen, um ihr entgegenzuwirken. Der japanische Geheimdienst schätzte richtig ein, dass das Hauptziel für die ersten US-Landungen im Süden von Kyūshū liegen würde. Süd-Kyūshū war gerade innerhalb der maximalen Reichweite von US-Jägern, die von Okinawa flogen; ein Grund, warum die Japaner Süd-Kyūshū als das ursprüngliche Ziel einschätzten. Die Einschätzung war auch korrekt, dass die USA nicht versuchen würden, die gesamte Insel einzunehmen, sondern irgendwann eine Defensivhaltung einnehmen würden, um die neuen Flugplätze zu verteidigen, in Vorbereitung auf die nächsten geplanten großen Landungen, von denen die Japaner auch zu Recht glaubten, dass diese in der Nähe von Tokio sein würden. Obwohl die Japaner zunächst dachten, dass die Landungen bereits im Juli erfolgen könnten, änderten sie ihre Schätzung aufgrund der Zeit, die die USA brauchten, um Okinawa zu erobern, und des üblichen Endes der Taifunsaison (Oktober). Die Japaner sagten genau voraus, dass die Landungen Ende Oktober oder Anfang November stattfinden würden.

### Die Planung von Ketsu-gō
Im April leitete das Imperiale Große Hauptquartier (IGHQ) Änderungen an seinem Heimatkommandosystem ein, obwohl die Armee aufgrund des Widerstands der Marine nie in der Lage war, ein einheitliches Kommando über alle Bodenoperationen zu erreichen, selbst während der Operationsvorbereitungen von Ketsu-gō. Es wurden zwei Hauptarmeen zur Verteidigung der japanischen Hauptinseln aufgestellt.
Die Strategie für die Operation Ketsu-gō wurde in einer Anweisung der Kaiserlich Japanischen Armee vom 8. April 1945 beschrieben. Die operativen Vorbereitungen für Ketsu-gō erfolgten in drei Phasen.

#### Phase I
Verteidigungsvorbereitungen und die Truppenorganisation – im Juli 1945 abgeschlossen.

#### Phase II
Beginn der Ausbildung der Truppeneinheiten sowie Ausbau und Verbesserung der Verteidigungsanlagen – Start im August und Abschluss im September 1945 – nicht abgeschlossen (Kriegsende).

#### Phase III
Ende der Truppenausbildung und -einsatz sowie Aufbau aller Verteidigungsstellungen – Abschluss im Oktober 1945 – nicht abgeschlossen (Kriegsende).
Somit hätte die für den 1. November geplante Olympic-Landung auf der Insel Kyūshū, wenn sie durchgeführt würde, gerade begonnen, als die japanischen Verteidigungspläne abgeschlossen waren.

## Aufstellung der japanischen Streitkräfte
Da für die Japaner feststand, dass Tokio eindeutig das Hauptziel der Alliierten sein würde, musste die Hauptstadt geschützt werden. Dazu wies der Generalstab Feldmarschall Sugiyama Hajimes 1. Hauptarmee an, sich dafür bereitzuhalten. Die Verteidigung der restlichen Heimatinseln lag bei der 2. Hauptarmee unter Feldmarschall Hata Shunroku.
| Befehlshaber                      | Armee                                     | Truppenstärke                              | Verteidigungsbereich       |
| --------------------------------- | ----------------------------------------- | ------------------------------------------ | -------------------------- |
| Generalleutnant Okada Tasuke      | 13. Regionalarmee Hauptquartier in Nagoya | 6 Infanteriedivisionen                     | Großraum Tokio             |
| Generalleutnant Fujie Keisuke     | 12. Regionalarmee Hauptquartier in Tokio  | 18 Infanteriedivisionen 2 Panzerdivisionen | Großraum Tokio             |
| Generalleutnant Teiichi Yoshimoto | 11. Regionalarmee Hauptquartier in Sendai | 6 Infanteriedivisionen                     | Großraum Tokio             |
| Generalleutnant Uemura Toshimichi | 36. Armee                                 | 6 Infanteriedivisionen 2 Panzerdivisionen  | Reserve für Großraum Tokio |
| General Kawabe Masakazu           | Lufthauptarmee                            |                                            | Reserve für Großraum Tokio |

| Befehlshaber                   | Armee                                      | Truppenstärke                              | Verteidigungsbereich |
| ------------------------------ | ------------------------------------------ | ------------------------------------------ | -------------------- |
| General Higuchi Kiichirō       | 5. Regionalarmee Hauptquartier in Sapporo  | 5 Infanteriedivisionen                     | Hokkaido             |
| General Kawabe Masakazu        | 15. Regionalarmee Hauptquartier in Osaka   | 8 Infanteriedivisionen                     | Honshū, Shikoku      |
| Generalleutnant Yokoyama Isamu | 16. Regionalarmee Hauptquartier in Fukuoka | 14 Infanteriedivisionen 2 Panzerdivisionen | Kyūshū               |

Der spezifische Plan für die Verteidigung von Kyūshū war Ketsu-gō Nr. 6. Für mögliche Landungen an anderen Orten gab es andere Ketsugo-Pläne, aber Nr. 6 erhielt die höchste Priorität. Zum Zeitpunkt der japanischen Kapitulation hatte die dafür vorgesehene 16. Regionalarmee eine Stärke von über 900.000 Mann erreicht. Dies übertraf die 582.500 Mann in den 13 US-Angriffsdivisionen, die für die Landung auf Kyūshū vorgesehen waren. Die Gesamtstärke der US-Streitkräfte auf Kyūshū sollte später 766.700 übersteigen.

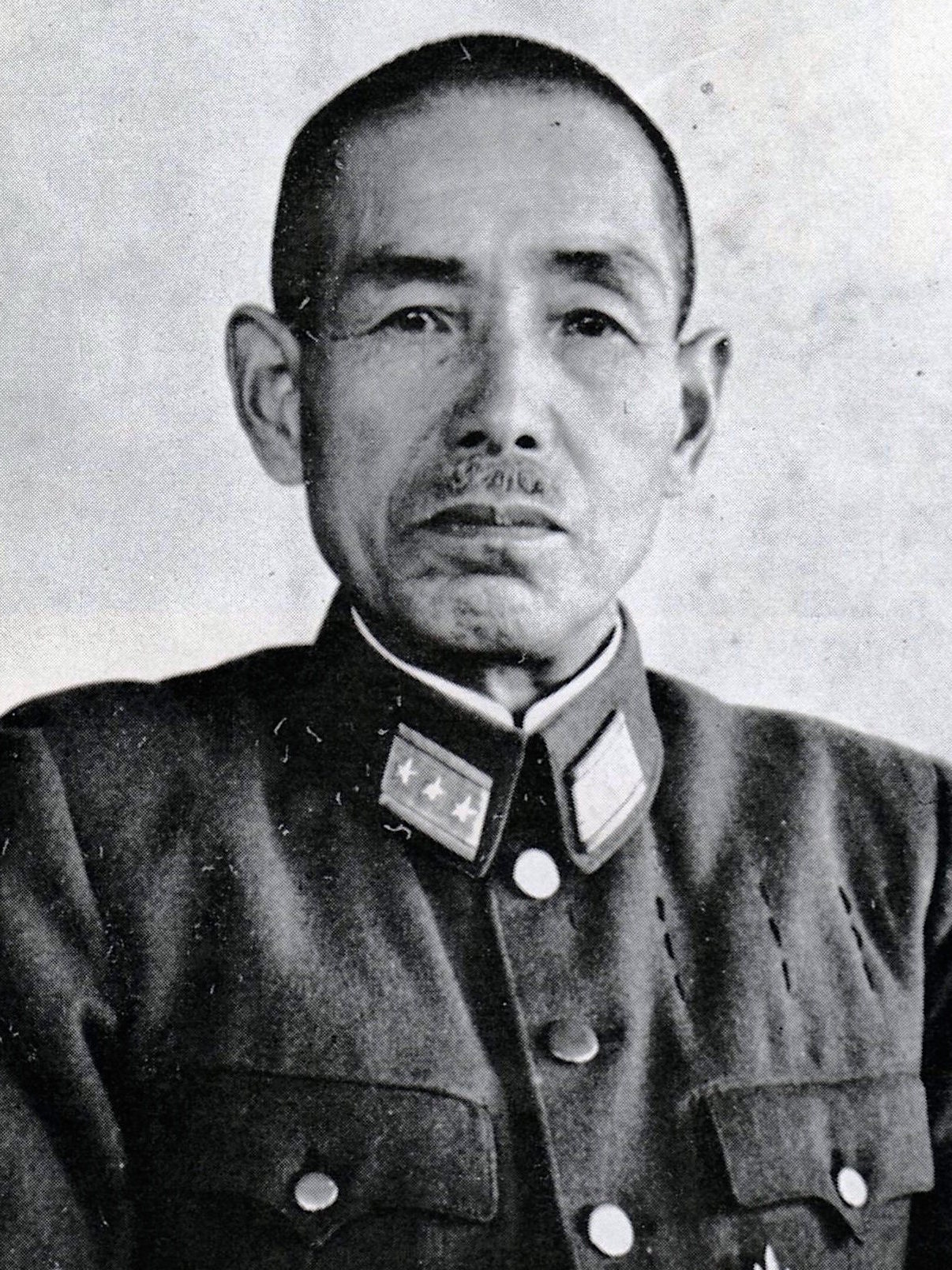
Feldmarschall Hata Shunroku, Oberbefehlshaber der 2. Hauptarmee

Der Grundplan für die gesamte Operation sah vor, dass die Marine die Küste durch Angriffe auf die Invasionsflotten mit ihren kombinierten Überwasser-, U-Boot- und Luftstreitkräften verteidigen sollte. Dabei sollte die Lufthauptarmee im Wesentlichen die US-Transportschiffe lokalisieren und noch vor dem Erreichen der Küste vernichten. Die Zahl der Bomber, die zum Angriff auf alliierte Landungseinheiten hätten eingesetzt werden sollen, betrug etwa 800, von denen die meisten Spezialangriffstypen (Kamikaze) waren. Sturzkampfbomber, Bomber und Jagdflugzeuge wären letztendlich in Bruchlandungsflugzeuge verwandelt worden. Sie wären für Sturzbomben (Sprengbomben) aus der Luft (aus einer Höhe zwischen 1.000 bis 2.000 Meter kommend) verwendet worden, während die Bombenabwurfhöhe niedriger als 200 Meter gewesen wäre.
Sollte der Invasionstruppe eine Landung gelingen, würde die zuständige Gebietsarmee das Kommando über alle Boden- und Seestreitkräfte in ihrem Gebiet übernehmen und zur Unterstützung der Bodenoperationen die operative Führung der Luftstreitkräfte ausüben.

## Die Verteidigungsstellungen
In der Endphase des Krieges hatten die Japaner beträchtliche Erfahrungen mit der Art und Weise gesammelt, wie die US-Streitkräfte amphibische Angriffe im Pazifik durchführten. Ende 1944 schickten die Japaner zusätzlich ein Team von Offizieren nach Deutschland um sich über deren Verteidigungsstellungen in der Normandie zu informieren und wie die Alliierten diese angegriffen hatten, um ihre Brückenköpfe in der Operation Overlord zu etablieren und dann in Nordwesteuropa vorzurücken. Ausgehend von diesen Quellen planten die Japaner ihre Küstenverteidigung von Kyūshū in drei Zonen.

### Zone 1
Stellungen an den Stränden für Strandkämpfe und zum Beschuss von Landungsbooten.
- Merkmale: Starke Befestigung zum Schutz vor Beschuss von See. Höhlenartige Unterstände die intensive Bombardements, insbesondere durch Marinegeschütze, standhalten, ebenso Angriffe von Flammenwerfern, Sprengstoffen und Kampfgas.

### Zone 2
Stellungen im Hinterland zur Verteidigung beim Eindringen feindlicher Truppen
- Merkmale: Versteckte Positionen, Angriffstunnel, zeitversetzte Landminen, Zone für punktuelle Gegenangriffe und Überfälle zur Verzögerung des Vordringens.

### Zone 3
Die Hauptwiderstandszone
Merkmale: Unterirdische getarnte Festungen zur Abwehr von Nahkampfangriffen mit Flammenwerfern, Sprengstoff und Kampfgas. Vorbereitung des groß organisierten Gegenangriffs. Bataillone und größere Einheiten sollten unabhängig voneinander wichtige Geländepositionen einnehmen. Diese Stellungen sollten in erster Linie für die Panzerabwehr organisiert und ihre Schussfelder kurz sein.
In allen Zonen sollten Dummy-Stellungen zu Täuschungszwecken errichtet werden. Bunker, Angriffsstellungen, Scharfschützenstellungen und Hindernisse sollten für den Nahkampf ausgerüstet werden, wobei sie sich gegenseitig unterstützen sollten. In jeder Stellung sollten Munition, Panzerabwehrwaffen, Treibstoff, Wasser, Lebensmittel, Salz, Vitaminpillen und medizinisches Material eingelagert werden. Wenn die Landung stattfände, sollten Zivilisten die vorderen Frontbereiche evakuieren und in den rückwärtigen Bereichen für den Einsatz in der Nachschubsicherung, zur Reparatur von Straßen usw. organisiert werden.

## Verlauf der Vorbereitungen
Da die Wahrscheinlichkeit eines sofortigen Angriffs aus dem Aleuten-Gebiet gegen den Nordosten Japans gering erschien, beschloss das IGHQ, seine Kräfte aus der Region Hokkaidō abzuziehen und nach Honshū und Kyūshū zu verlegen. Ende Mai wurden die operativen Vorbereitungen im Gebiet Kantō vorübergehend ausgesetzt. und alle verfügbaren Bahntransporte wurden für den Aufbau nach Süd-Kyūshū umgeleitet.
Einheiten aus ungelernten oder alten Reservisten wurden eingesetzt, noch bevor sie vollständig ausgerüstet waren. Selbst Bajonette waren knapp, und Artillerie musste durch Mörser ersetzt werden. Hätten die Amerikaner im Juni oder Juli 1945 Süd-Kyūshū angegriffen, so kommentierte der japanische Militärkritiker, das Land hätte sich in einer kritischen Lage befunden. Der japanische Geheimdienst meldete aber keine Hinweise auf eine frühe amerikanische Invasion des Heimatlandes, und die Armee erwartete vor Oktober 1945 keine Landungsversuche gegen die Hauptinseln, was für eine große Beruhigung sorgte. Es wurde angenommen, dass der hartnäckige Widerstand in Okinawa Zeit für den Aufbau der Heimverteidigung gewonnen hatte und die Aussichten für eine erfolgreiche Verteidigung in Kyūshū wurden besser.
Das Konzept hinter Ketsu-gō war, den US-Invasionstruppen eine so große Zahl von Opfern zuzufügen damit der Wille des US-Volkes untergraben wird, den Kampf für eine bedingungslose Kapitulation Japans fortzusetzen.

„Wir werden 10.000 Flugzeuge vorbereiten, um der Landung des Feindes zu begegnen. Wir werden jedes mögliche Flugzeug mobilisieren, sowohl Trainings- als auch "Spezialangriffsflugzeuge". Wir werden ein Drittel des feindlichen Kriegspotentials mit dieser Luftwaffe auf See zerschlagen. Ein weiteres Drittel wird auch von unseren Kriegsschiffen, menschlichen Torpedos und anderen Spezialwaffen auf hoher See zerschmettert werden. Wenn der Feind tatsächlich landet, werden wir, wenn wir bereit sind, eine Million Mann zu opfern, in der Lage sein, ihm die gleiche Anzahl von Verlusten zuzufügen, dann wird die öffentliche Meinung der USA sich zum Frieden wenden und Japan wird in der Lage sein, zu vergleichsweise günstigen Bedingungen Frieden zu erlangen.“

Im Juni richtete das IGHQ eine Verteidigungsarmee für Tokio ein, deren Aufgabe es war, den Bezirk um den Kaiserpalast herum zu verteidigen. Für den schlimmsten Fall entschied sich die Armee vorläufig für einen Standort eines provisorischen Kaiserpalasts in den Vororten der Stadt Nagano. In Richtung des Japanischen Meeres wurde schon ab 1944 ein großes kaiserliches Generalhauptquartier in den Höhlen von Matsushiro in der Präfektur Nagano im Geheimen gebaut.
Nachdem die Verteidigung von Okinawa Ende Juni 1945 zusammengebrochen war, begannen die Japaner zu befürchten, dass die Amerikaner Kyūshū direkt angreifen könnten, bevor die schleppenden Verteidigungsvorbereitungen große Fortschritte gemacht hatten. Selbst in der lebenswichtigen Ariake-Bucht waren nur 50 % der geplanten Bauarbeiten fertig, andernorts war der Prozentsatz weitaus geringer. Entlang der Küste von Kyūshū waren nur 4½ Infanteriedivisionen vorhanden, die schlecht ausgebildet und schlecht ausgerüstet waren. Das Hauptquartier war nicht bereit, Truppen waren noch unterwegs und Munition wurde noch produziert. Auf der Insel Shikoku war die Lage ähnlich, an der Front von Kanto, wo 7½ Divisionen an der Küste an der Verteidigung arbeiteten, etwas besser.

## Auskunft der Japaner nach Kriegsende
Nach Kriegsende forderten die Amerikaner vom zweiten japanischen Demobilisierungshauptquartier (ehemals die 2. Hauptarmee) genaue und vollständige Informationen zur vorgesehenen Verteidigung von Kyūshū an. Demnach erwarteten die Japaner die Landung der alliierten Streitkräfte auf Kyūshū in einer Stärke von rund 300.000 Mann. Drei Gebiete im Süden von Kyūshū waren als vorgesehene Landungsorte ausgemacht worden. Dies waren Miyazaki, die Ariake-See und die Satsuma-Halbinsel. Als Zeitpunkt wurde der Herbst; evtl. Oktober 1945, oder ein späterer Termin ausgewiesen.
Im August 1945 verfügten die japanischen Streitkräfte über 2.350.000 Offiziere und Soldaten im Heimatland, organisiert in 53 Infanteriedivisionen (außer 5 Divisionen in Hokkaidō und den Nordostinseln) und 25 Brigaden, dazu kamen zwei Panzerdivisionen und sieben Brigaden, plus vier Flugabwehrartillerie-Divisionen. Die 55 Divisionen wurden wie folgt eingesetzt:
- Honshū: 35 Infanteriedivisionen, 2 Panzerdivisionen
- Shikoku: 4 Infanteriedivisionen
- Kyūshū: 14 Infanteriedivisionen

Hinter den Kampftruppen standen 2.250.000 Armeearbeiter, 1.300.000 Marinearbeiter, 250.000 Personal der Sondergarnisonstruppe, und eine Nationale Freiwilligeneinheit der Miliz, die offiziell auf 28 Millionen geschätzt wird.
Bei Kriegsende verfügte Japan noch über 12.725 Flugzeuge, davon 5.651 im Heeres- und 7.074 im Marinedienst. Während viele von ihnen nicht mehr als Kampfflugzeuge angesehen werden konnten, waren fast alle für den Einsatz als Kamikaze umgebaut worden. Die Japaner planten genügend Piloten auszubilden, um alle flugfähigen Maschinen zu bemannen.
Die Japaner selbst haben das Ende des Krieges als eine Form der barmherzigen Euthanasie bezeichnet und danken ihren Göttern, dass die Albtraumoperationen Olympic und Coronet nie stattfanden. Aber der United States Strategic Bombing Survey kam in seinem späteren Bericht zu dem wichtigen Schluss, dass Japans Kapitulation 1945 eine reine Sache der Zeit und des ausgeübten Drucks war:

„Basierend auf einer detaillierten Untersuchung aller Fakten und gestützt auf die Aussagen der überlebenden japanischen Führer, ist die Umfrage der Meinung, dass sicherlich vor dem 31. Dezember 1945 und aller Wahrscheinlichkeit nach vor dem 1. November 1945 Japan sich ergeben hätte, selbst wenn die Atombombe nicht abgeworfen worden wäre, selbst wenn Russland nicht in den Krieg eingetreten wäre und selbst wenn keine Invasion geplant oder durchgeführt worden wäre.“